# مازو داوي
مازو داوي (باليابانية: Baso Dōitsu) (مواليد 709-788) كان رئيسًا مؤثرًا لبوذية تشان في عصر حكم سلالة تانغ. أقرب استخدام مسجل لمصطلح «مدرسة تشان» هو من سجلاته الموسعة.

## سيرة شخصية
كان اسم عائلته ما - مازو يعني سلف ما أو السيد ما. ولد في سنة 709 شمال غرب تشنغدو في سيتشوان. عاش مازو في جيانغشي، خلال سنواته بوصفه مُعلم أعلى.